# Egyiptomi Szent Paisziosz
Egyiptomi Szent Paisziosz vagy Nagy Szent Paisziosz (ógörögül: Όσιος Παΐσιος ο Μέγας), koptul Pisoi (Ⲁⲃⲃⲁ Ⲡⲓϣⲱⲓ), (320 körül – 417. július 15.) szentként tisztelt ókeresztény egyiptomi remete, az úgynevezett sivatagi atyák egyike.

## Élete
A szkétiszi szerzetesek első nemzedékéhez tartozott, testvérei neve (Pál, Pszhoi) is ismert. A Törpe Szent Jánosnak tulajdonított – valószínűleg nem hiteles – életrajza szerint egészen fiatalon telepedett le Szkétiszben Amoi abba tanítványaként Jánossal együtt. Amoi halála után Paisziosz két mérfölddel északabbra költözött, ahol nemsokára tanítványok is csatlakoztak hozzá. (Érdekesség, hogy két másik Paisziosz nevű egyiptomi szerzetesről is tudni hasonló ebből az időből.)
Az egyház szentként tiszteli és július 15-én üli emléknapját.

## Róla elnevezett kolostorok
- Szent Pisoi-kolostor, Vádi el-Natrún, Buhajra kormányzóság. III. Senuda kopt pápa nyughelye.
- Szent Pisoi-kolostor, Deir el-Bersa, Mallávi közelében
- Armanti Szent Pisoi-kolostor, Armanttól keletre

## Lásd még
- Ortodox szentek listája
- Sivatagi atyák